# Koptisch-Orthodoxe Kerk
De Koptisch-Orthodoxe Kerk (Koptisch: ti.eklyseya en.remenkimi en.orthodoxos ente alexandriasis) is een van de oriëntaals-orthodoxe kerken. Zij is de belangrijkste christelijke kerk van Egypte, met zetel in Caïro. De geschiedenis van deze kerk gaat terug tot het Concilie van Chalcedon in 451.
Deze kerk mag niet verward worden met het oosters-orthodoxe Grieks-orthodox patriarchaat van Alexandrië, met zetel in Alexandrië, waarvan ze afgescheiden is in 451. Ze dient ook te worden onderscheiden van de Koptisch-Katholieke Kerk, waarvan de patriarch eveneens in Caïro resideert. Deze laatste kerk is in de 17de eeuw als een afscheiding van de Koptisch-Orthodoxe Kerk ontstaan.
Het woord Kopt is een (Arabische) verbastering van het Griekse woord voor Egypte, Aegyptos.
Na het jaar 640 gebruikten de Arabieren het woord Kopt voor alle niet-moslims in Egypte.

## Voorgeschiedenis
Ptolemaeus I, opvolger van Alexander de Grote, bracht - als heerser over Egypte - grote groepen huursoldaten naar zijn land waaronder Joden, Syriërs, Grieken, Macedoniërs en Perzen. Ptolemaeus gaf zijn huursoldaten stukken land tussen de Egyptische bevolking. Dit zouden de gebieden zijn waar vandaag de christelijke bevolking van Egypte woont.
Tijdens de regering van Ptolemaeus II (285-247 v.Chr.) werd er al in Alexandrië een Griekse vertaling van de Tenach of het Oude Testament gemaakt: de Septuagint.

## Geschiedenis van de Koptische Kerk
Het christendom deed al vroeg zijn intrede in Alexandrië, vanuit Syrië en Judea.
Volgens de overlevering gebeurde de kerstening door de evangelist Marcus. De patriarchen van Alexandrië beschouwen zich dan ook de opvolgers van Marcus die volgens hen de eerste bisschop was.
In 313 AD (Edict van Milaan) werd het christendom een toegestane godsdienst van het Romeinse Rijk en in 385 de staatsgodsdienst. Egypte maakte sinds 323 n.Chr. deel uit van het oostelijke gebied van het inmiddels gesplitste Romeinse Rijk (het latere Byzantijnse Rijk).
In 391 n.Chr. kwamen er wetten die de oude Egyptische gebruiken verboden en de sluiting van de tempels oplegden.
Aangemoedigd door gedreven priesters en bisschoppen, die het heidense verleden (toen nog dominant aanwezig in het Egyptische landschap) wilden uitwissen, trokken periodiek golven van verwoesting over het land, waarbij graftombes werden geplunderd, muren van oude monumenten werden afgeschraapt en beelden werden omgeduwd.
In onder andere Wadi Natroen en Aboe Mena leefden veel heremieten, die later bekend werden als de woestijnvaders.
In de 4e en 5e eeuw werden vele oude tempels op de westoever van Thebe omgebouwd tot kloosters. Hatsjepsoets herdenkingstempel werd omgedoopt tot Deir el-Bahri. De tempel van Ptolemaeus werd omgedoopt tot Deir el-Medina. De herdenkingstempel van Ramses III (Medinet Haboe) werd gebruikt als kerk. Dit was ook het geval voor de binnenplaats van Amenhotep III in de tempel van Luxor. In het midden van de 6e eeuw werd binnen de tempel van Hathor in Dendera een nieuwe kerk gebouwd.
In de 4e, 5e en 6e eeuw waren er opeenvolgende geschillen tussen de patriarchen van Alexandrië (Cyrillus en Dioscurus) en deze van Constantinopel (Nestorius en Eutyches).
De richtlijnen uit Constantinopel werden in Egypte steeds meer als bemoeizuchtig en onderdrukkend ervaren en als reactie daarop werd de koptische kerk steeds meer een nationale kerk met zeer uitgesproken liturgische, theologische en spirituele kenmerken. Ten slotte werd zelfs het Grieks, de taal van de byzantijnse 'onderdrukkers', verworpen en werd de toenmalige Egyptische volkstaal, het Oudegyptisch oftewel het Demotisch, als kerkelijke taal aangenomen. De Oudegyptische taal ontwikkelde zich in de loop der tijd tot het moderne Koptisch.
In de liturgie wordt nog steeds het Koptisch gebruikt.

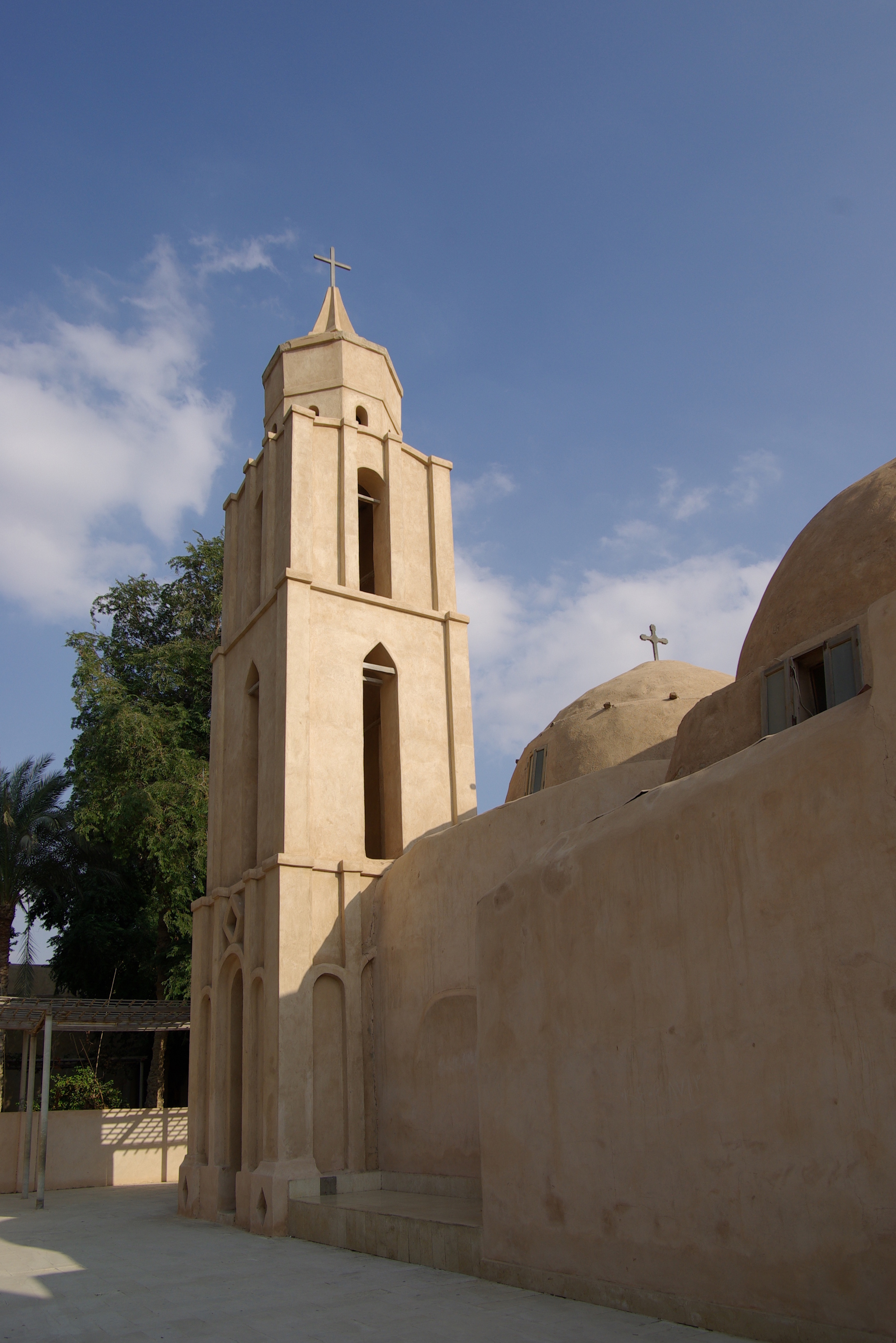
Koptisch-orthodoxe kloosterkerk nabij Wadi Natroen.

De eigenlijke oorsprong van de Koptisch-Orthodoxe Kerk gaat terug tot het Concilie van Chalcedon in 451. De Koptische Kerk verwierp de uitspraken van dit concilie en scheidde zich uiteindelijk af van het Patriarchaat van Alexandrië dat als verlengstuk van Constantinopel werd gezien. Hiermee verloor de Oosters-Orthodoxe Kerk bijna al haar leden in Egypte.
Veel had te maken met de voortdurende strijd tussen de patriarchen van Constantinopel en Alexandrië. Politieke elementen hebben zeker ook meegespeeld. Volgens de kopten beoogde dit laatste concilie de politieke overheersing van het Byzantijnse Rijk. Inderdaad stond Constantinopel meestal vijandig tegenover de koptische onderdanen en geregeld werden er zelfs door de Byzantijnse overheid vervolgingen uitgevoerd om de 'ketters' terug te voeren naar de orthodoxe 'moederkerk'.
Na de Arabische inval (639-642) en de vlucht van de laatste melkitische patriarch naar Constantinopel kon de Koptische (miafysitische) Benjamin I (626-665) de patriarchaatszetel innemen. De verovering door de Arabieren resulteerde niet in een onmiddellijke islamisering van Egypte omdat de christenen de Arabieren als 'bevrijders van het Byzantijnse juk' zagen en hen aanvankelijk verwelkomden. Reeds onder de Omajjaden-dynastie (658–750) bleek echter, dat de islamieten de Kopten niet gunstig gezind waren. De Kopten, die toen nog in de meerderheid waren, probeerden in zes opstanden tussen 725 en 773 zich van het Arabische juk te ontdoen. Sinds de islamitische overheersing waren ze lange tijd gedwongen tot het dragen van een bijzondere dracht (donker gewaad met blauwe of zwarte tulband). De christenen bleven minstens tot aan het einde van de negende eeuw in de meerderheid. Geleidelijk namen de tot de islam overgegane koptische christenen het Arabisch over als omgangstaal. Het Arabisch dat in het moderne Egypte gesproken wordt, ook wel Egyptisch-Arabisch genoemd, heeft overigens veel leenwoorden uit het Koptisch overgenomen.
Onder de Fatimiden (969-1171) werd het lot van de christenen iets draaglijker, maar rond 1000 woedden er onder de kalief al-Hakim weer bloedige vervolgingen, waarbij veel kerken verwoest werden.
Onder patriarch Christodulos (1047-1077) werd de patriarchaatszetel van Alexandrië naar Caïro verlegd. Tijdens de nieuwe vervolgingen onder de mammelukken (1250-1517) werd het merendeel van de kerken en kloosters verwoest. Het aantal bisdommen daalde toen ook tot twaalf. Na 1300 moest het Koptisch als taal wijken voor het Arabisch.
Verder naar het zuiden, in Nubië, handhaafde het christendom zich veel langer (zie 1484).
Sinds Mohammed Ali (1805-1849) was er officieel geen discriminatie van de koptische christenen, maar in de praktijk veranderde er weinig ten gunste van de Kopten.
In de nieuwere tijd deed patriarch Cyrillus IV (1854-1861) een poging tot kerkelijke hervorming die mislukte. Ook de invoering van een lekenvertegenwoordiging onder Cyrillus V (1874-1927) bracht geen verandering binnen de Kerk. Wel ontstond er een belangrijke theologische literatuur en in 1954 werd het Koptisch Instituut opgericht.
Sinds 1959 is de Ethiopische Kerk onder een eigen patriarch onafhankelijk van de moederkerk in Egypte, waarmee zij zich echter sterk verbonden voelt.
Tegenwoordig maken de Kopten ongeveer tien procent van de bevolking van Egypte uit.

## Tegenwoordig

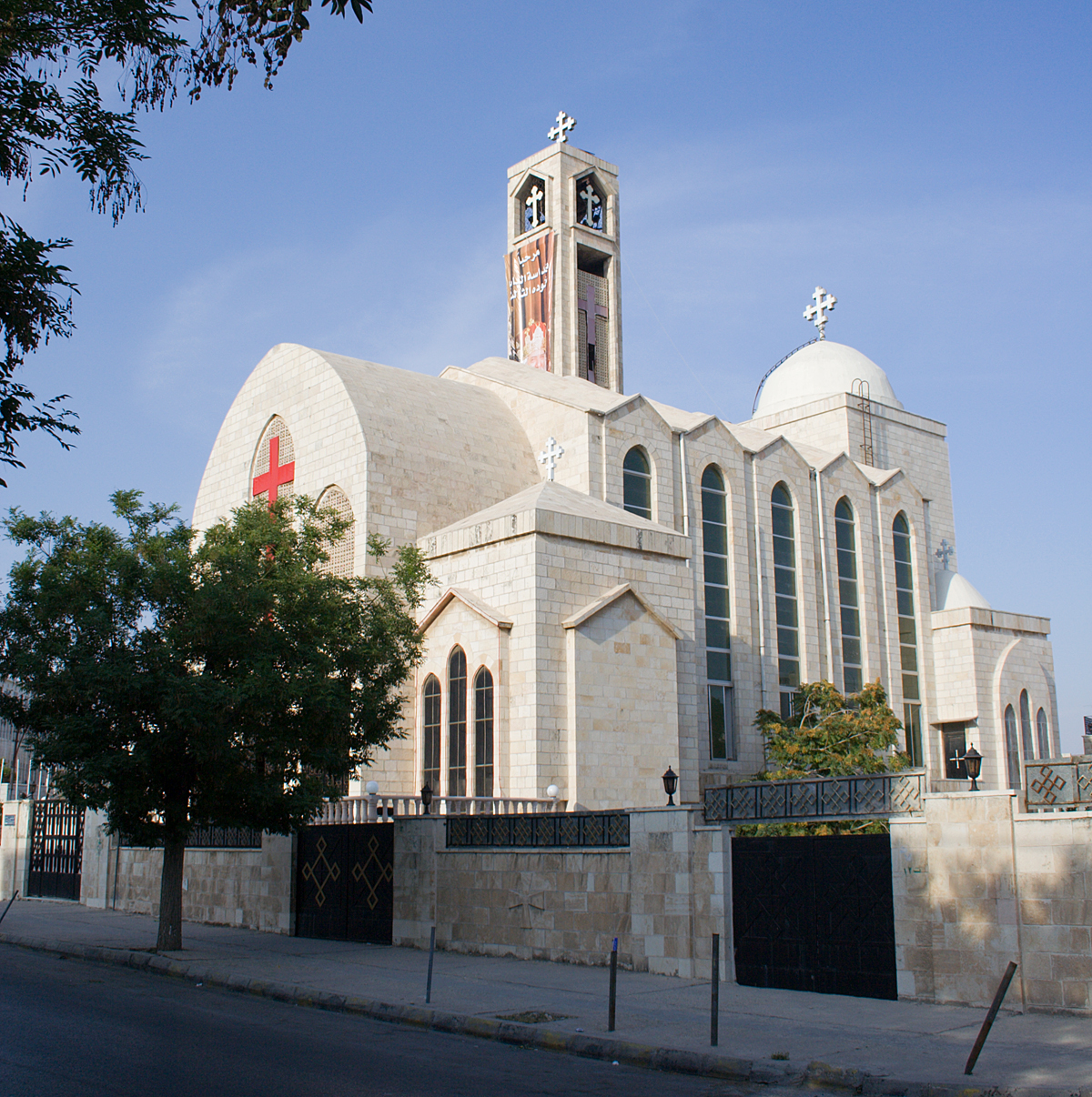
Koptische kerk in Amman, Jordanië

Sinds 4 november 2012 staat de Koptisch-Orthodoxe Kerk onder leiding van Theodorus II, paus van Alexandrië en patriarch van de Prediking van de Heilige Marcus en van heel Afrika. Hij heeft zijn residentie in Caïro.
Schattingen van het aantal huidige gelovigen zijn veer verschillend. Beschikbare cijfers van Egyptische volkstellingen en andere onderzoeksrapporten van derden hebben niet meer dan 4 miljoen Koptisch-orthodoxe christenen in Egypte gerapporteerd. Andere instanties schatten echter de Koptisch-orthodoxe bevolking op zo'n 10% van de Egyptische bevolking oftewel zo'n 10 miljoen mensen. De meerderheid van hen woont in Egypte onder de jurisdictie van de Koptisch-Orthodoxe Kerk. Sinds 2006 hebben Egyptische volkstellingen geen melding gemaakt van religie en kerkleiders hebben beweerd dat christenen in het verleden te weinig werden geteld in overheidsenquêtes. In 2017 schatte de krant Al Ahram, eigendom van de overheid, het percentage Kopten op 10 tot 15% van de inwoners van Egypte.De hoogste schattingen gaan uit van tussen de 20 en 25 miljoen gelovigen
Een nieuw verschijnsel is het opkomen van een diaspora in Amerika, Australië, Europa, Azië, Arabië en de Golfstaten. Migratie ten gevolge van de bedreigingen van het islamisme en ten gevolge van economische problemen liggen er aan de basis van. Het monnikendom kent een vernieuwing. Het aantal gelovigen in de diaspora is niet bekend, maar wordt geschat op grofweg één miljoen..
In de Koptisch-Orthodoxe Kerk wordt de Alexandrijnse liturgie gevolgd. Ook de liturgieën van St. Basilius de Grote en St. Gregorius worden in de kerk gebeden. De liturgische talen zijn Koptisch en Arabisch.

## Koptisch-orthodoxe patriarchen van Alexandrië
Zie Lijst van koptisch-orthodoxe patriarchen van Alexandrië

## Schisma
In juli 2006 kende de Koptische Kerk het eerste schisma sinds het concilie van Chalcedon in 451. De scheuring ontstond vanwege meningsverschillen over het beleid ten opzichte van echtscheiding. De afgescheurden hebben een eigen kerkverband gesticht, de Kerk van de heilige Athanasius. Zij staan onder leiding van bisschop Max Michel, die zich heeft laten wijden tot patriarch. Max Michel staat een ruimer echtscheidingsbeleid voor dan de toenmalige patriarch, Shenouda III. Voordat Shenouda patriarch werd, kende de Kerk nog 9 redenen voor echtscheiding, nu kent de Kerk er nog slechts één, namelijk overspel. Het is niet duidelijk hoe groot de aanhang van patriarch Maximus is, schattingen lopen uiteen van minder dan duizend tot vele duizenden Egyptenaren. Ook zijn verschillende priesters overgegaan.

## Nederland & België
In 2013 werd het bisdom Nederland ingesteld. Anba Arseny werd op 16 juni 2013 benoemd tot eerste bisschop.

## Geloofsleer
De Koptisch-Orthodoxe Kerk nam de uitspraken van de drie eerste oecumenische concilies aan.
Samengevat stelden deze concilies:
Nicea (325): De definitie van Christus’ Godheid, gelijk aan en met de vader. (Tegen het arianisme: Arius loochende de Godheid van Christus.)
Constantinopel (381): De Heilige Geest werd gelijkgesteld aan de Vader en de Zoon.
Op deze wijze ontstond de nu nog gebruikte geloofsbelijdenis van het christendom, de zgn. Niceens-Constantinopolitaanse belijdenis. Het arianisme en het apollinarisme werden veroordeeld.
Efeze (431): De bewering van Nestorius, dat Jezus God en Mens afzonderlijk is, werd weerlegd; er werd bevestigd dat Jezus God-Mens is en dat de Heilige Maagd Maria de Moeder is van Jezus de God-Mens en niet de Moeder van de Mens alleen.
Het Concilie van Chalcedon (451) bevestigde de goddelijke én menselijke natuur van Christus. De Koptisch-Orthodoxe Kerk volgde deze leerstelling niet. Zij ging een andere weg en belijdt sindsdien – zoals de andere niet-chalcedoonse oriëntaals-orthodoxe kerken – dat Christus één natuur heeft, waarin op een volmaakte wijze zijn Godheid en mensheid onafhankelijk verenigd zijn, zonder vermenging, zonder verwarring en zonder verandering. Christus heeft aldus één Godmenselijke natuur.